# Iran op de Paralympische Zomerspelen 2024

## Medailleoverzicht
| Medaille | Naam | Sport        | Onderdeel                     | Datum            |
| -------- | --- | ------------ | ----------------------------- | ---------------- |
| Goud     | Sareh Javanmardi | Schietsport  | 10 meter luchtpistool SH1 (v) | 31 augustus 2024 |
| Goud     | Amirhossein Alipour Darbeid | Atletiek     | kogelstoten F11 (m)           | 2 september 2024 |
| Goud     | Saeid Afrooz | Atletiek     | speerwerpen F34 (m)           | 4 september 2024 |
| Goud     | Saeid Afrooz | Bankdrukken  | -80kg (m)                     | 6 september 2024 |
| Goud     | Zitvolleybalteam Hossein Golestani Hamidreza Abbasifeshki Davoud Alipourian Ramezan Salehihajikolaei Sadegh Bigdeli Meysam Hajibabaei Movahhed Meisam Ali Pour Isa Zirahi Majid Lashkarisanami Mohammed Nemati Morteza Mehrzad Mahdi Babadi | Zitvolleybal | mannen                        | 6 september 2024 |
| Goud     | Yasin Khosravi | Atletiek     | kogelstoten F57 (m)           | 6 september 2024 |

## Aantal atleten
| Sport        | Mannen | Vrouwen | Totaal |
| ------------ | ------ | ------- | ------ |
| Atletiek     | 15     | 4       | 19     |
| Bankdrukken  | 6      | 0       | 6      |
| Boogschieten | 4      | 2       | 6      |
| Goalbal      | 6      | 0       | 6      |
| Judo         | 2      | 0       | 2      |
| Kanovaren    | 1      | 1       | 2      |
| Schietsport  | 1      | 3       | 4      |
| Taekwondo    | 3      | 2       | 5      |
| Volleybal    | 12     | 0       | 12     |
| Zwemmen      | 2      | 0       | 2      |
| Totaal       | 52     | 12      | 64     |

## Deelnemers en resultaten

### Atletiek

#### Piste- en wegnummers
Vrouwen
| atleet           | onderdeel | series    | series | halve finale | halve finale | finale    | finale |
| atleet           | onderdeel | tijd      | rang   | tijd         | rang         | tijd      | rang   |
| ---------------- | --------- | --------- | ------ | ------------ | ------------ | --------- | ------ |
| Hajar Safarzadeh | 200m T12  | 25,04 PB  | 1 Q    | 25,06        | 2 q          | 24,91 PB  | 4      |
| Hajar Safarzadeh | 400m T12  | 56,34 AZR | 1 Q    | 56,07 AZR    | 1 Q          | 55,39 AZR | Zilver |

#### Technische nummers
| atleet                      | onderdeel       | finale      | finale |
| atleet                      | onderdeel       | Resultaat   | Rang   |
| --------------------------- | --------------- | ----------- | ------ |
| Sajad Nikparast             | speerwerpen F13 | 60,44 m     | 5      |
| Ali Pirouj                  | speerwerpen F13 | 69,74 m PB  | Zilver |
| Saeid Afrooz                | speerwerpen F34 | 41,16 m WR  | Goud   |
| Sadegh Beit Sayah           | speerwerpen F41 | DSQ         | DSQ    |
| Aliasghar Javanmardi        | kogelstoten F35 | 15,84 m     | Brons  |
| Alireza Mokhtari            | kogelstoten F53 | 8,69 m SB   | Brons  |
| Erfan Bondori Deraznoei     | speerwerpen F54 | 29,12 m     | 5      |
| Hamed Amiri                 | kogelstoten F55 | 11,36 m     | 6      |
| Zafar Zaker                 | kogelstoten F55 | 11,88 m     | Zilver |
| Yasin Khosravi              | kogelstoten F57 | 15,96 m PR  | Goud   |
| Amanolah Papi               | speerwerpen F57 | 47,63 m     | 4      |
| Amirhossein Alipour Darbeid | kogelstoten T11 | 14,78 m AZR | Goud   |
| Mahdi Olad                  | kogelstoten T11 | 13,89 m SB  | Zilver |
| Ali Olfatnia                | verspringen T37 | 6,04 m      | 4      |

### Volleybal
Mannen
| Atleten | Discipline | Resultaat | Prestatie |
| --- | ---------- | --------- | --------- |
| Hamidreza Abbasifeshki Davoud Alipourian Mahdi Babadi Sadegh Bigdeli Hossein Golestani Majid Lashkarisanami Meysam Hajibabaei Movahhed Morteza Mehrzad Mohammed Nemati Meisam Ali Pour Ramezan Salehihajikolaei Isa Zirahi | mannen     | 1 [ 2 ]   | zie onder |